# Pucioasa
Pucioasa – miasto w Rumunii, w okręgu Dymbowica. Liczy 17 tys. mieszkańców (2006).